# Flåghult
Flåghult is een plaats in de gemeente Strömstad in het landschap Bohuslän en de provincie Västra Götalands län in Zweden. De plaats heeft 138 inwoners (2005) en een oppervlakte van 19 hectare. Flåghult ligt aan de oostoever van het meer Flåghulttjärnet en wordt voor de rest voornamelijk omringd door naaldbos. De grens met Noorwegen ligt slechts twee kilometer ten oosten van het dorp, de afstand tot de plaats Strömstad bedraagt zo'n vijftien kilometer deze plaats ligt echter ten westen van Flåghult.